# Intermédiation locative
 (août 2011).
Si vous disposez d'ouvrages ou d'articles de référence ou si vous connaissez des sites web de qualité traitant du thème abordé ici, merci de compléter l'article en donnant les références utiles à sa vérifiabilité et en les liant à la section « Notes et références ».
L'intermédiation locative est un dispositif d'aide aux sans-abris consistant à louer des logements dans le parc privé à des associations qui les sous-louent temporairement à des ménages en difficulté. Il s'agit par exemple des dispositifs "Louez solidaire" ou "Solibail") 
Le locataire peut rester jusqu'à dix-huit mois dans le logement. Cette période lui permet de trouver un logement pérenne sur le marché du parc privé ou du parc du logement social). 
Le locataire doit consacrer 25 % de ses ressources (hors aide personnalisée au logement) au paiement du loyer. Le complément est financé par l'État, via l'association "premier locataire" à laquelle il verse les crédits. 
Sur toute la France, 2 364 logements sont ainsi disponibles, dont 1 679 logements en Ile-de-France. 4 728 personnes bénéficient en 2011 de cette formule. 
Selon le secrétariat d'État au logement, 1 500 logements supplémentaires sont prévus d'ici à fin 2011-début 2012, soit 4 500 places nouvelles.